# Аслан-бей Шервашидзе
Аслан-бей Шарвашидзе (груз. ასლანბეი შარვაშიძე; д/н — після 1830) — 11-й мтаварі (князь) Абхазії в 1808—1810 роках.

## Життєпис

### Панування
Походив з династії Шарвашидзе. Син мтаварі Келеш Ахмед-бея . Народився в Сухумі, але точна дата невідома. 1808 року після раптової смерті батька зумів захопити Сухумську фортецю. Проте його владу негайно оскаржив брат Сафар Алі-бей, якого підтримала теща Ніно Дадіані, правителька Мегрелії. Причиною цього стала проосманська позиція Аслан-бея.
Аслан-бей зумів відбити напад у серпні 1808 року, але зрештою звільнив Рабію Маршан, удову батька та свого брата Бата-бея. Невдовзі здобув підтримку Кучук-бея Шарвашидзе, коменданта Потійської фортеці та гірських абхазів. За цих обставин Сафар Алі-бей звернувся до російського уряду про допомогу. Натомість обіцяв визнати підданство Росії. В 1808—1809 роках правитель Абхазії брав участь у декількох кампаніях проти Імеретії і Мегрелії. У листопаді 1809 року генерал Дмитро Орбеліані захопив Поті. 10 червня того ж року росіяни захопили Сухумську фортецю. Аслан-бей втік до Стамбулу. Владу перебрав Сафар Алі-бей.

### Подальша доля
1822 року повернувся до Абхазії, де підняв повстання проти небожа Михайла Шарвашидзе, але останній 1824 року за підтримки російських військ придушив його. 1830 року здійснив ще одну спробу повернути владу, але вкотре зазнав поразки й втік до Стамбула. Подальша доля невідома.